# Materiał panchromatyczny

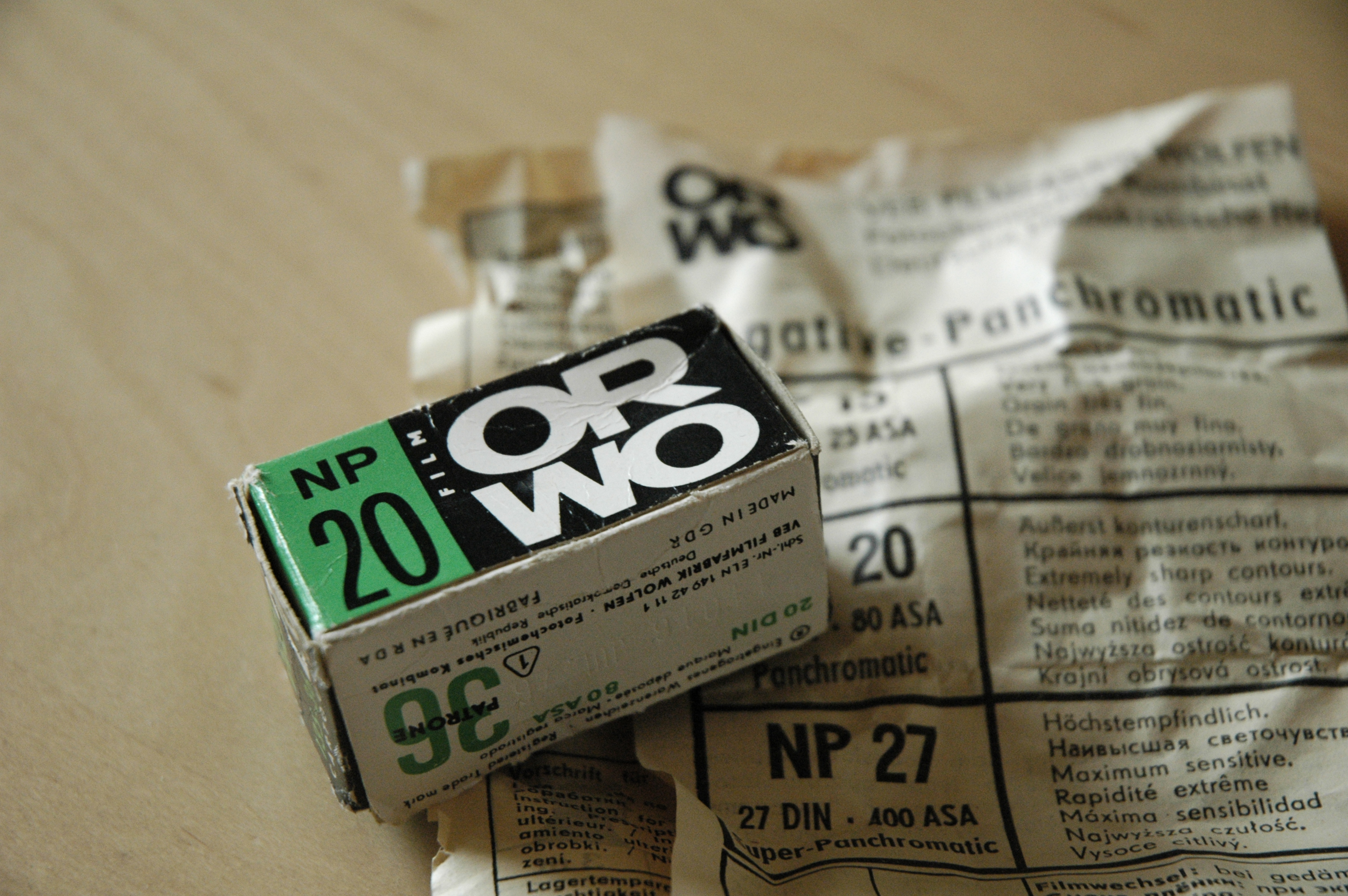
Film ORWO (małoobrazkowy w kasecie, 36 klatek, negatywowy, monochromatyczny (panchromatyczny), 20 DIN)

Materiał panchromatyczny (z gr. pan – παν – wszystko, chroma – χρωμα – powierzchnia lub kolor skóry) – w fotografii monochromatycznej („czarno-białej”) oraz kinematografii, rodzaj materiału fotograficznego (zazwyczaj film), którego emulsja jest uczulona na wszystkie barwy w zakresie światła widzialnego (łącznie z czerwoną, do 660–730 nm) – w przybliżeniu równomiernie, z pewnym obniżeniem w zakresie światła zielonego i nadmierną czułością na kolor niebieski. Obróbki materiałów światłoczułych panchromatycznych należy dokonywać w całkowitych ciemnościach lub przy bardzo słabym oświetleniu barwy oliwkowozielonej (tj. takiej, na które materiał taki jest najmniej uczulony). Metoda panchromatycznej sensybilizacji optycznej czarno-białej emulsji światłoczułej opracowana została przez Adolpha Miethego w 1902 roku.
Wyróżnia się też czasem emulsję światłoczułą izopanchromatyczną – od panchromatycznej różni ją zwiększona czułość na kolor zielony, bardziej wyrównana z czułością na barwę żółtą.
Wysokoczułe materiały fotograficzne (dawniej 200 ASA, później 400–800 ASA) przeznaczone do zdjęć przy sztucznym świetle żarowym posiadają uczulenie superpanchromatyczne (zwane też rectepanchromatycznym) ze zwiększoną w stosunku do materiałów panchromatycznych czułością w zakresie koloru czerwonego, co pozwala racjonalniej wykorzystać źródła światła o niskiej temperaturze barwowej. Emulsje superpanchromatyczne rejestrują także promieniowanie z zakresu bliskiej podczerwieni i z tego powodu przy wykonywaniu zdjęć z użyciem gęstego filtra czerwonego podatne są szczególnie na wystąpienie zjawiska Wooda, tj. nienaturalnie jasnego oddania zieleni roślinności.
Ponieważ typowe emulsje panchromatyczne wykazują mimo wszystko nieco za wysoką czułość na barwę czerwoną, opracowano emulsje z czułością na czerwień wyrównaną w stosunku do innych barw (z wyjątkiem niebieskiej) – określane mianem ortopanchromatycznych. Emulsje o takim uczuleniu mogą jednak mieć nieznacznie zawężony zakres barwoczułości i być nieczułe na barwę purpurową.
W historii rozwoju technologii fotograficznej czarno-białej przed materiałami panchromatycznymi pojawiły się (wprowadzone ne rynek w 1884 roku) materiały ortochromatyczne (orthos – prosty, równy) – których czułość sięgała 560–600 nm, tj. koloru żółtego lub żółtopomarańczowego, nie były natomiast praktycznie uczulone na barwę czerwoną. Emulsjami ortochromatycznymi powszechnie posługiwano się przy wykonywaniu odbitek fotografii czarno-białych na papierze; można było się przy pracy posługiwać przyćmionym światłem barwy czerwonej lub pomarańczowej. Podobnie jak w przypadku emulsji panchromatycznych rozróżnia się czasem emulsję izoortochromatyczną, która posiada wyrównaną czułość na barwę zieloną i żółtą, podczas gdy emulsja ortochromatyczna posiada obniżoną czułość na zieleń.
Emulsja sensybilizowana do barwy czerwonopomarańczowej, rzędu 620–650 nm, a więc w zakresie pomiędzy orto- a panchromatyczną, określana bywa mianem izochromatycznej.